# ブンクル
ブンクル（Bengkulu）は、インドネシア、スマトラ島西海岸の都市。2014年1月の人口（推計値）は328827人である。ブンクル州の州都であり、州最大の都市である。英語並びにオランダ語の古名はベンクーレン（英語・Bencoolen、オランダ語・Benkulen またはBenkoelen）である。

## 歴史
1600年代にはイギリスはジャワ島北西部にあるバンテンの港を拠点として南スマトラのランプン地域で香辛料貿易を行っていたが、1682年にオランダ東インド会社がバンテンを攻撃し、オランダに擁立された王子が新スルタンとして即位したためオランダの影響力が増大し、オランダはバンテン港からオランダ人以外のすべてのヨーロッパ人を追放した。このためイギリス東インド会社は、バンテンに代わる拠点として1685年にベンクーレンという名前でこの地に拠点を建設した。
1714年には、イギリスはマールボロ砦をベンクーレンに建設した。この貿易拠点は香辛料の主要産地から遠く離れており、調達が困難だったために採算が合うことは全くなかったが、イギリスはこの拠点を1世紀以上維持し続け、最終的には1824年にベンクーレンは英蘭協約によってオランダ領マラッカと交換され、オランダ領となった。
1832年にはアメリカ初の極東特使であるエドマンド・ロバーツがベンクーレンを訪れている。この時の人口は18000人と推計され、オランダ人、中国人、ジャワ人、インド人など多様な人々が住んでいた。当時チャイナタウンが町の中心部の南側にあった。その後はインドネシアのほかの部分と同じく、第二次世界大戦後にインドネシアが独立するまでブンクルはオランダ領だった。
1930年代にはスカルノがブンクルへと流刑になったが、彼はここで後に夫人となるファトマワティと出会っている。

## 地理
ブンクルは低地にあり、周囲には沼地が広がっている。19世紀半ばには、マラリアやその関連疾患が蔓延していた。ブンクルはスンダ断層の近くに位置し、地震や津波の被害を受けやすい。2000年6月に起きた地震では、少なくとも100人が死亡した。近年の報告では、ブンクル周辺を含む南スマトラ海岸部において今後数十年以内に海底地震による浸水の危険性が高いとされている。2007年9月に起こった群発地震においては、13人が死亡した。

## 経済
オランダ統治時代、ブンクルには農園があり、パールシー人がナツメグやメースの収穫を行っていた。ナツメグは菓子へと加工され、またコショウも大量に産出された。コメやコーヒーも少量生産されたが、これらの多くはパダンから輸入された。また、果物や使役動物も多く生産された。
ブンクルの街にはブンクル州唯一の大学であるブンクル大学が存在する。

## 姉妹都市
- ボイシ(アメリカ合衆国・アイダホ州州都)
- サンボアンガ(フィリピン・サンボアンガ半島地方)
- ゴロンタロ(インドネシア・ゴロンタロ州州都)
- ブリタール(インドネシア・東ジャワ州)